# Małgorzata Chodakowska
Małgorzata Chodakowska, née le 9 mai 1965 à Łódź, est une sculptrice polono-allemande. Elle crée des sculptures en bronze, sur bois et sur pierre dont beaucoup sont utilisées comme fontaines ; dans ces sculptures, Małgorzata Chodakowska utilise l'eau comme partie prenante de l'œuvre et élément esthétique.

## Biographie
Née à Łódź le 9 mai 1965, Malgorzata Chodakowska entre à quinze ans au lycée artistique, une institution spécifiquement polonaise. Elle y suit notamment des cours d'art, de peinture, de dessin, de sculpture et de composition ; en lisant un livre sur Michel-Ange à 17 ans, elle décide d'être sculptrice.
Elle étudie la sculpture à l'Varsovie puis à celle de Vienne,. Elle quitte la Pologne pour Dresde en 1991. Elle réside avec son mari dans un vignoble en périphérie de la ville depuis 1995, lieu où elle crée et expose ses œuvres ; elle acquiert la nationalité allemande en 2018.

## Œuvre

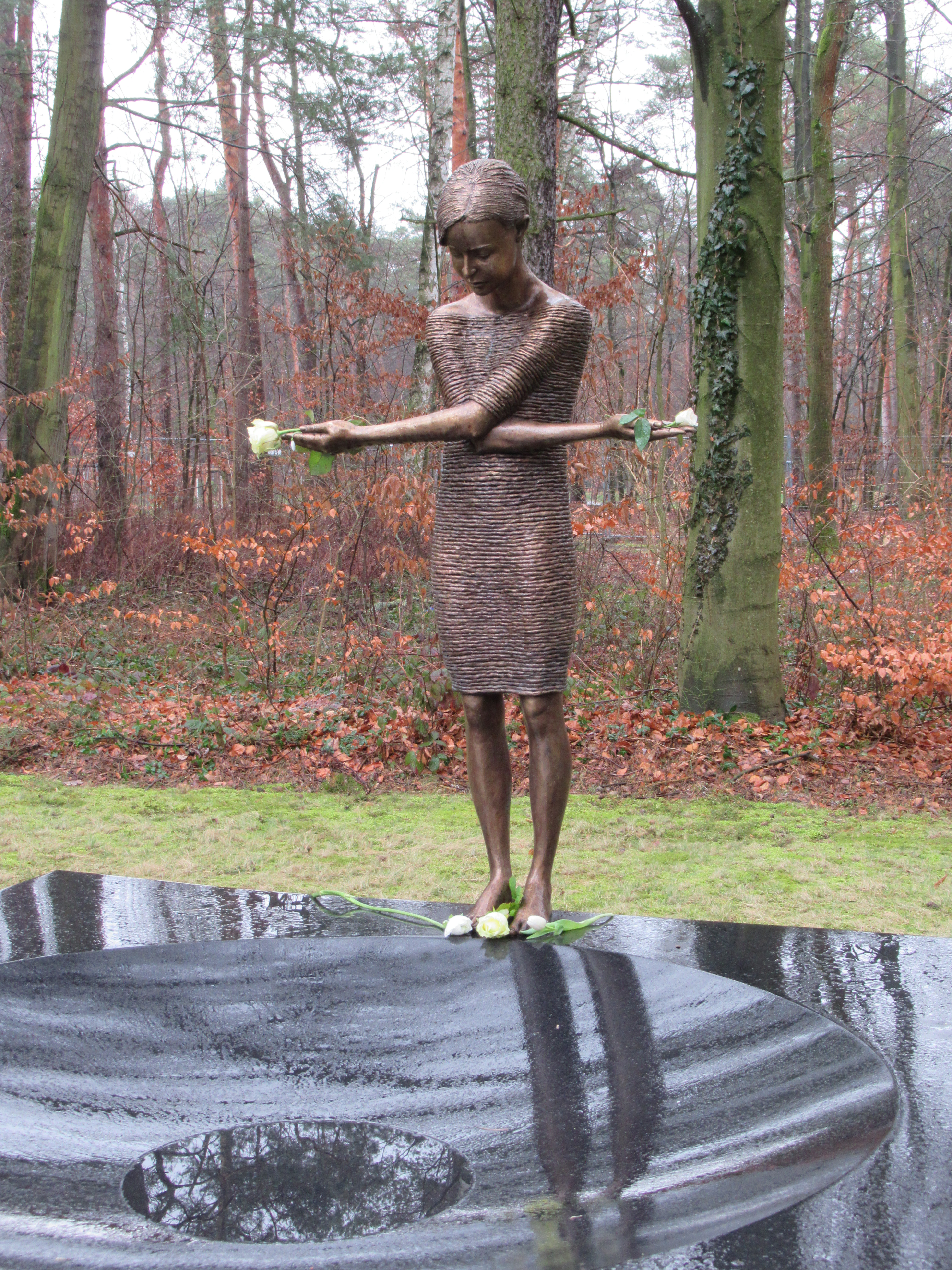
Trauerndes Mädchen am Tränenmeer (« Jeune fille en deuil devant la mer des larmes »), sculpture à la mémoire du bombardement de Dresde.

Małgorzata Chodakowska travaille essentiellement le bronze et le bois ; dans les années 2010, elle se lance également dans la sculpture sur pierre
Une grande partie de ses œuvres — dites « Stammfrauen », soit « femmes archétypales » — représentent des personnages féminins, nus ou habillés. Pour Małgorzata Chodakowska, ces personnages représentent son « idéal de femme : sûre d'elle, forte, avec une dignité féminine ». La sculptrice utilise souvent l'eau de la fontaine qu'elles ornent comme partie intégrante de la sculpture, avec le concours des artisans locaux qui mettent au point les buses de diffusion. L'eau peut être ainsi, par exemple, utilisée comme col, éventail ou jupe du personnage représenté,. Une influence de La Petite Danseuse de quatorze ans d'Edgar Degas est sensible dans la série des danseuses de Małgorzata Chodakowska.
Elle s'est notamment fait connaître du grand public par sa « Trauerndes Mädchen am Tränenmeer », sculpture réalisée en mémoire du bombardement de Dresde.
Malgré sa formation classique  perceptible dans la forme générale de ses sculptures, une influence de l'art d'Asie du Sud-Est, en particulier bouddhique, est également perceptible dans son œuvre, notamment dans le sourire de ses personnages.

Œuvres de Małgorzata Chodakowska
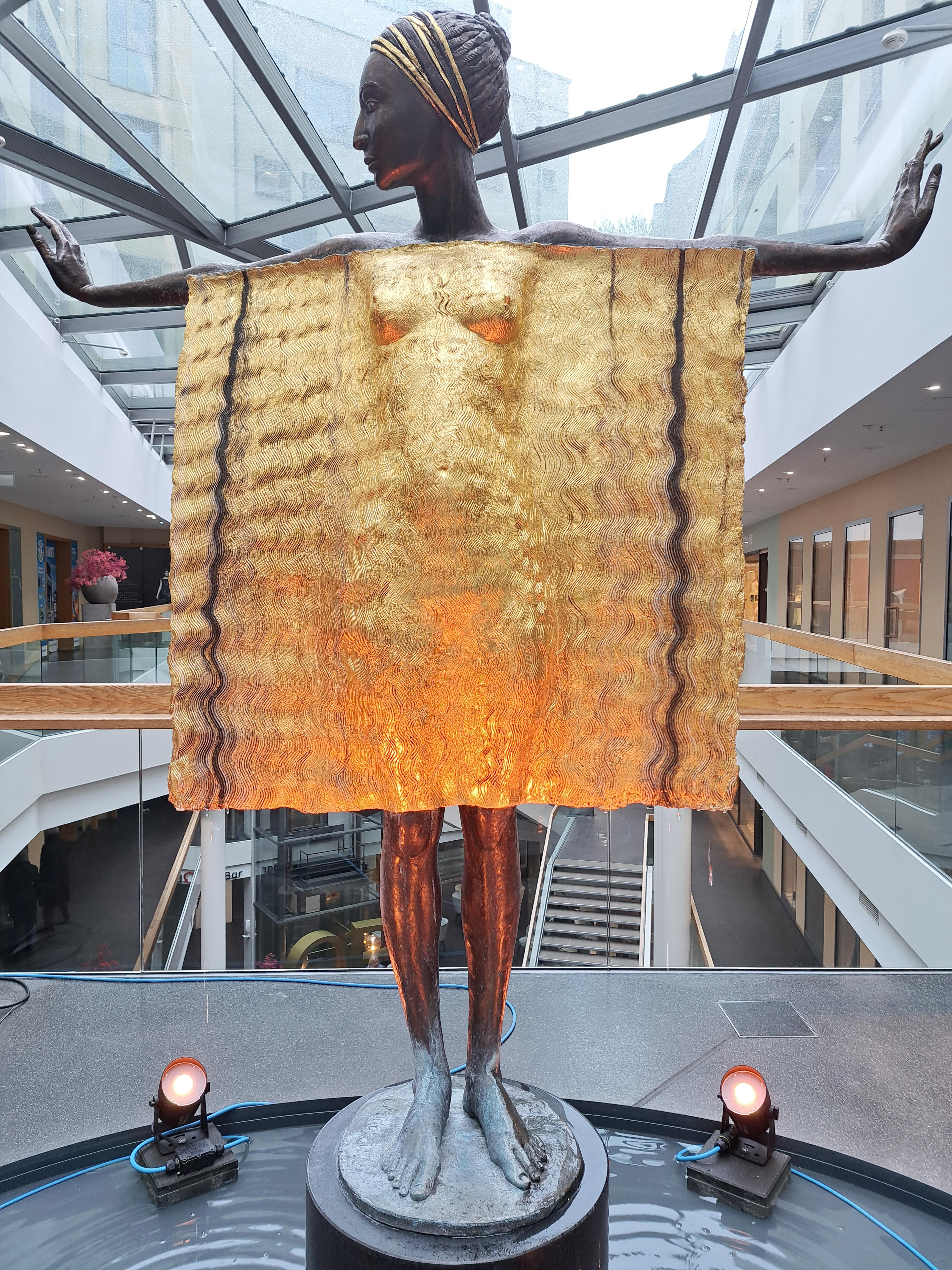
Fontaine dans un passage de Dresde.
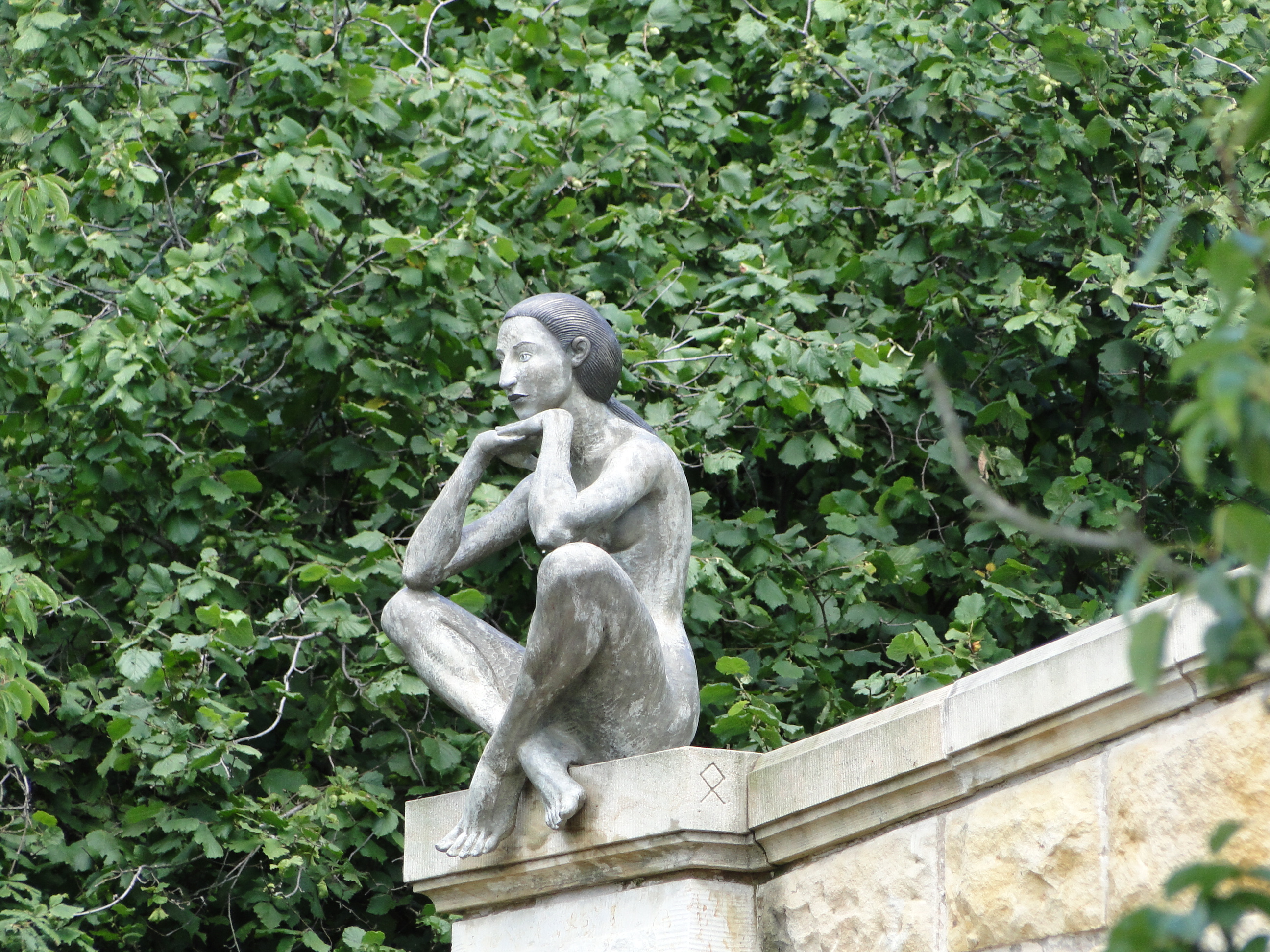
Sculpture dans un parc.
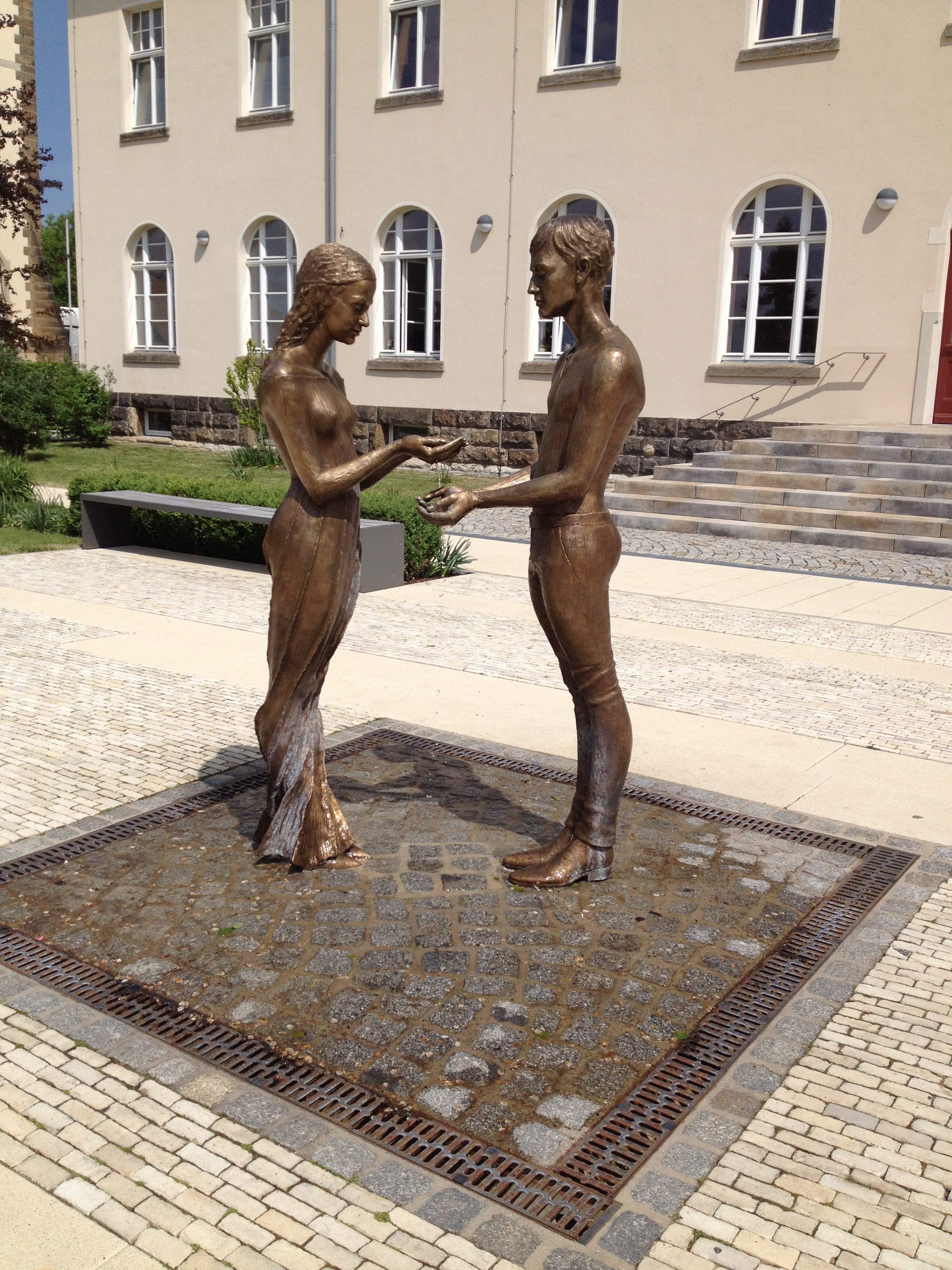
« Liebespaar », fontaine à Radebeul.
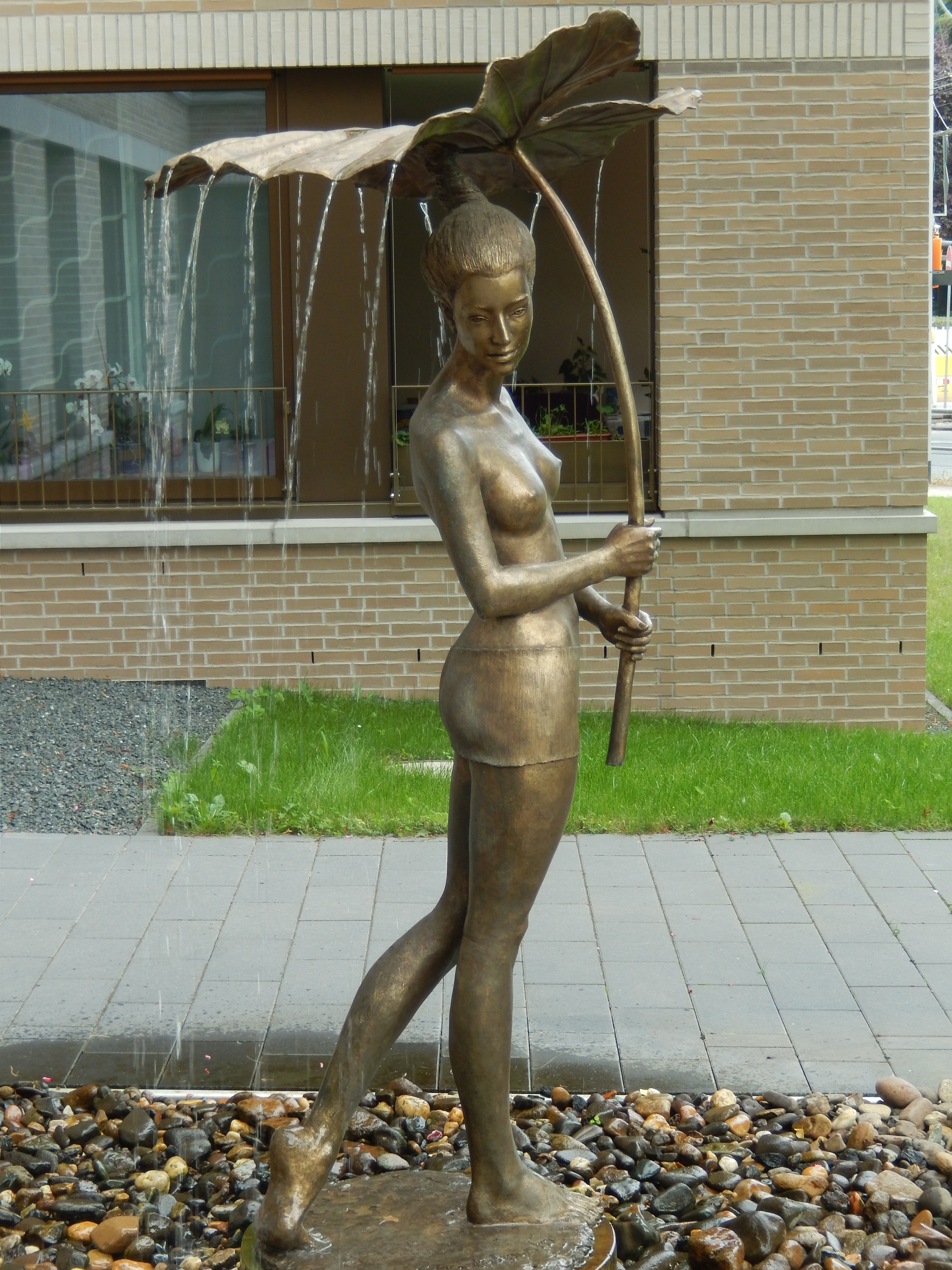
La jeune fille à la feuille, sculpture dans les rues de Dresde.
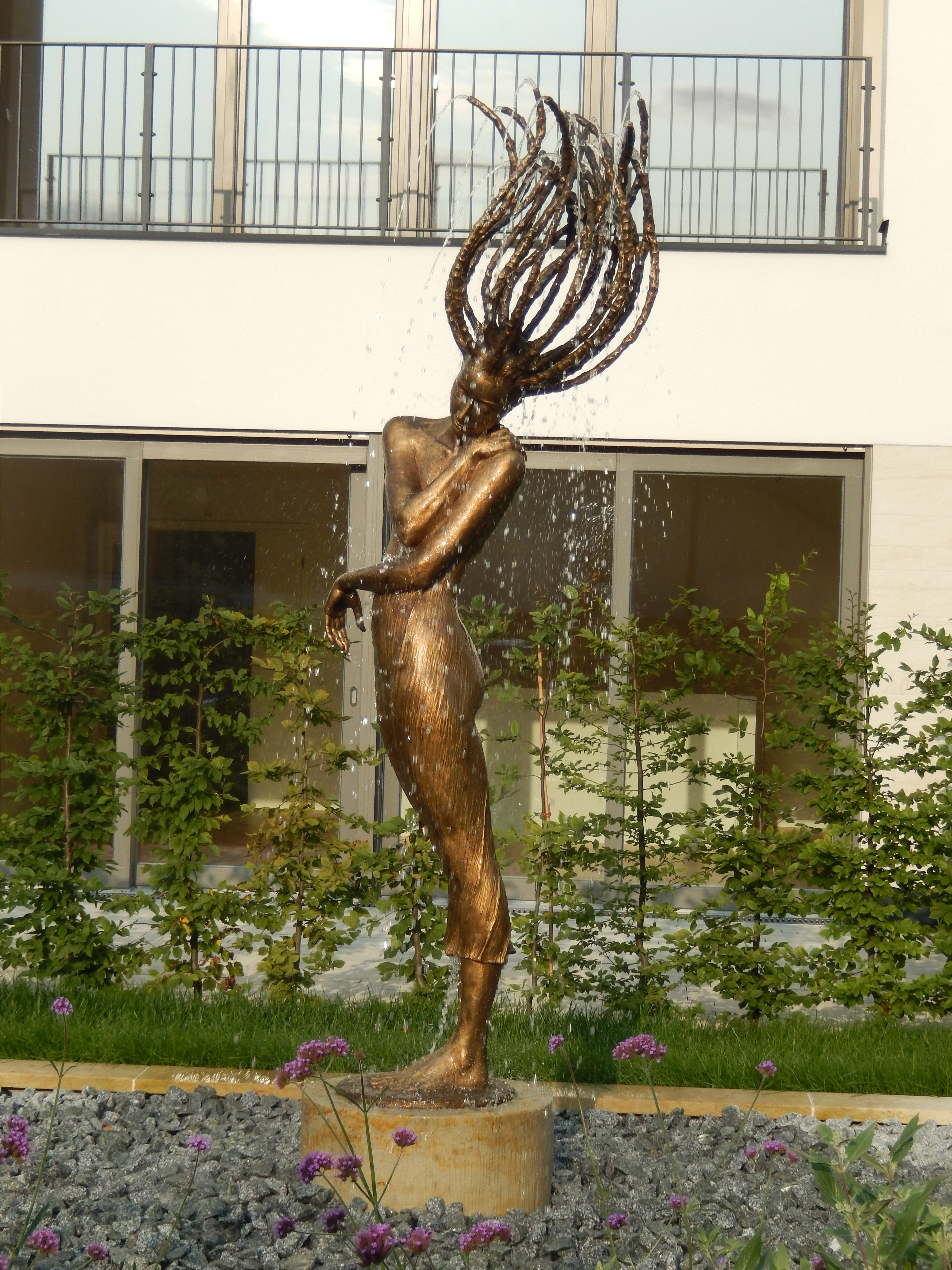
« Primavera II », fontaine à Dresde.